# Yangpu

District Yangpu

Yangpu (Vereenvoudigd Chinees: 杨浦区, Traditioneel Chinees: 楊浦區, pinyin: Yángpǔ Qū, betekenis: Populierenbank) is een district in het centrum van Shanghai, in het noordoosten van Puxi. Het district heeft een oppervlakte van 60,73 km² en telde in 2001 1.240.000 inwoners. Het district wordt in het westen en zuiden begrensd door de loop van de Huangpu Jiang.
Door het verdrag van Nanking verkregen de Britten in 1842 de bijkomende mogelijkheid handel te drijven, zonder veel Chinese controle, in de haven van Shanghai. Het was in het zuiden van het huidige district Yangpu dat de eerste haven- en logistieke zone in 1899 werd opgebouwd. Fabrieken werden gebouwd, vooral langs de Yangsupu Road. Het in 1944 opgerichte district, oorspronkelijk Yangsupu genoemd, had dan ook een overwegend industrieel karakter. Recent worden industriële sites omgebouwd naar residentiële zones aan de rivieroevers.
De Yangpubrug verbindt het district met het oostelijke deel van de stad, het nieuwe zakencentrum van Pudong en de Luchthaven Shanghai Pudong, op 15,5 km van Yangpu verwijderd. De binnenstad wordt verbonden met een wegennet en de metrolijnen 3, 8 en 10. De Bund is slechts 4 km verwijderd van de grenzen van dit district.
Yangpu is ook de locatie van twee bekende Chinese universiteiten, de Fudan-universiteit en de Tongji-universiteit.

## Galerij

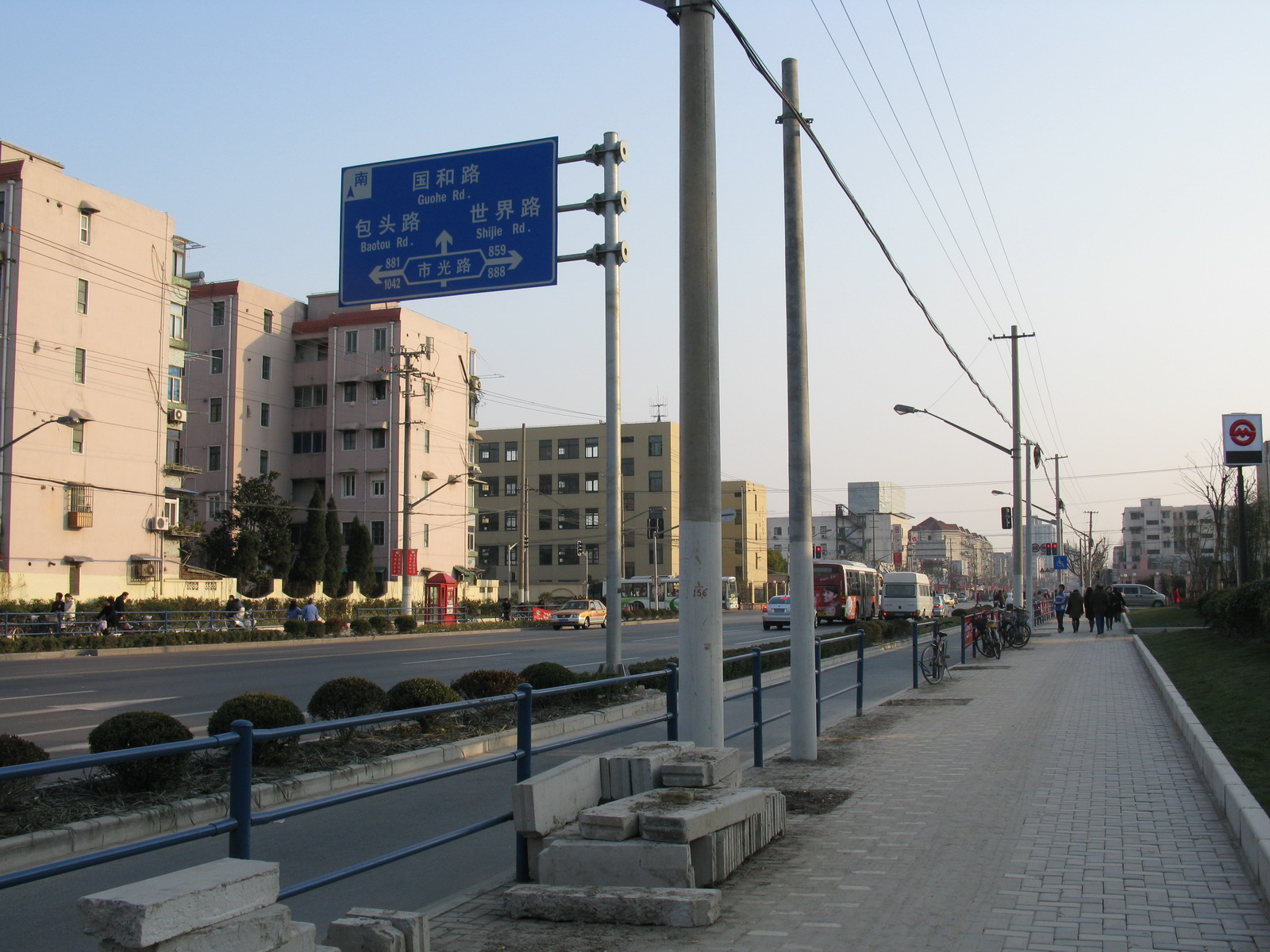
Zhongyuan Road
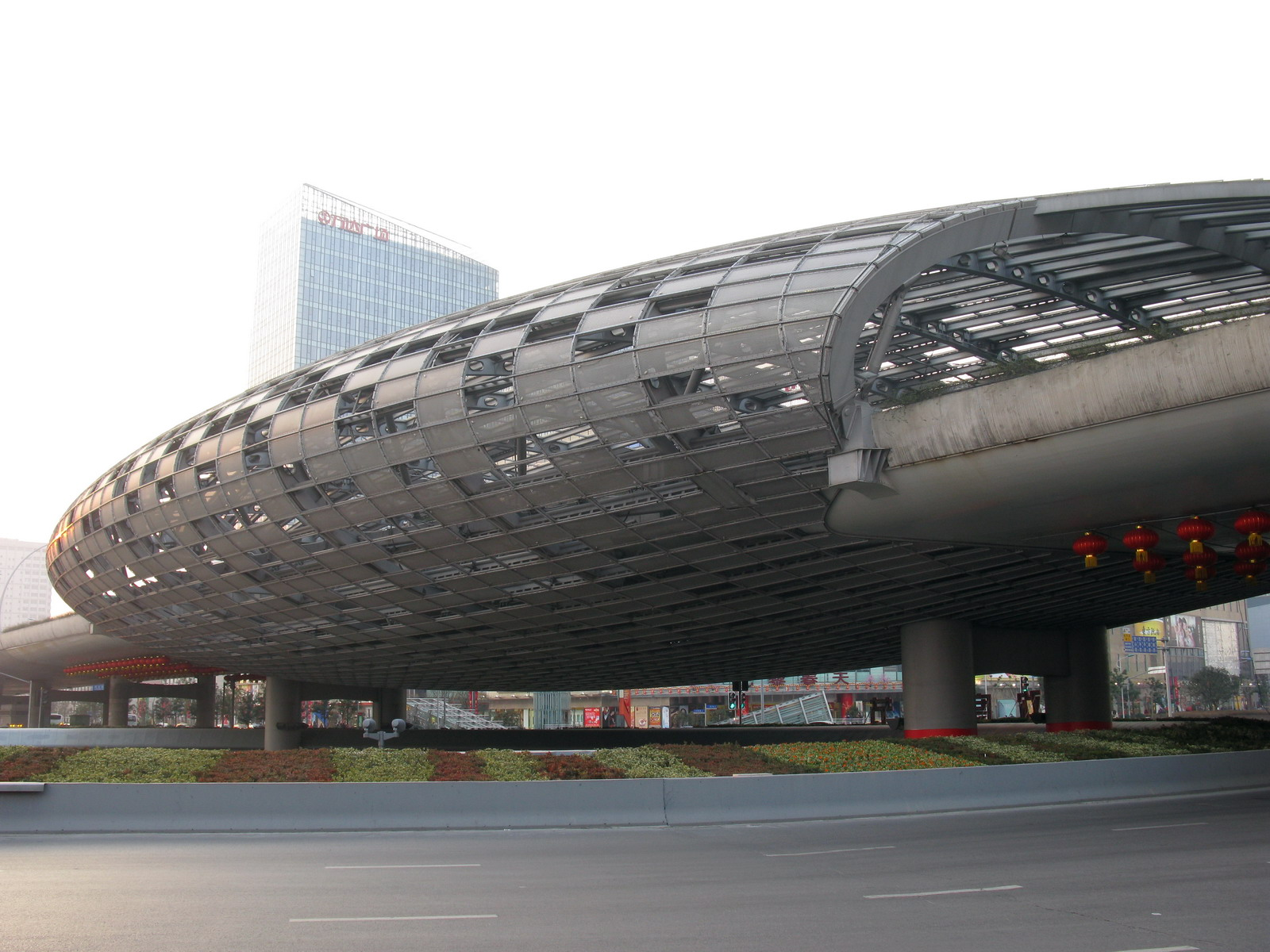
Wujiaochang
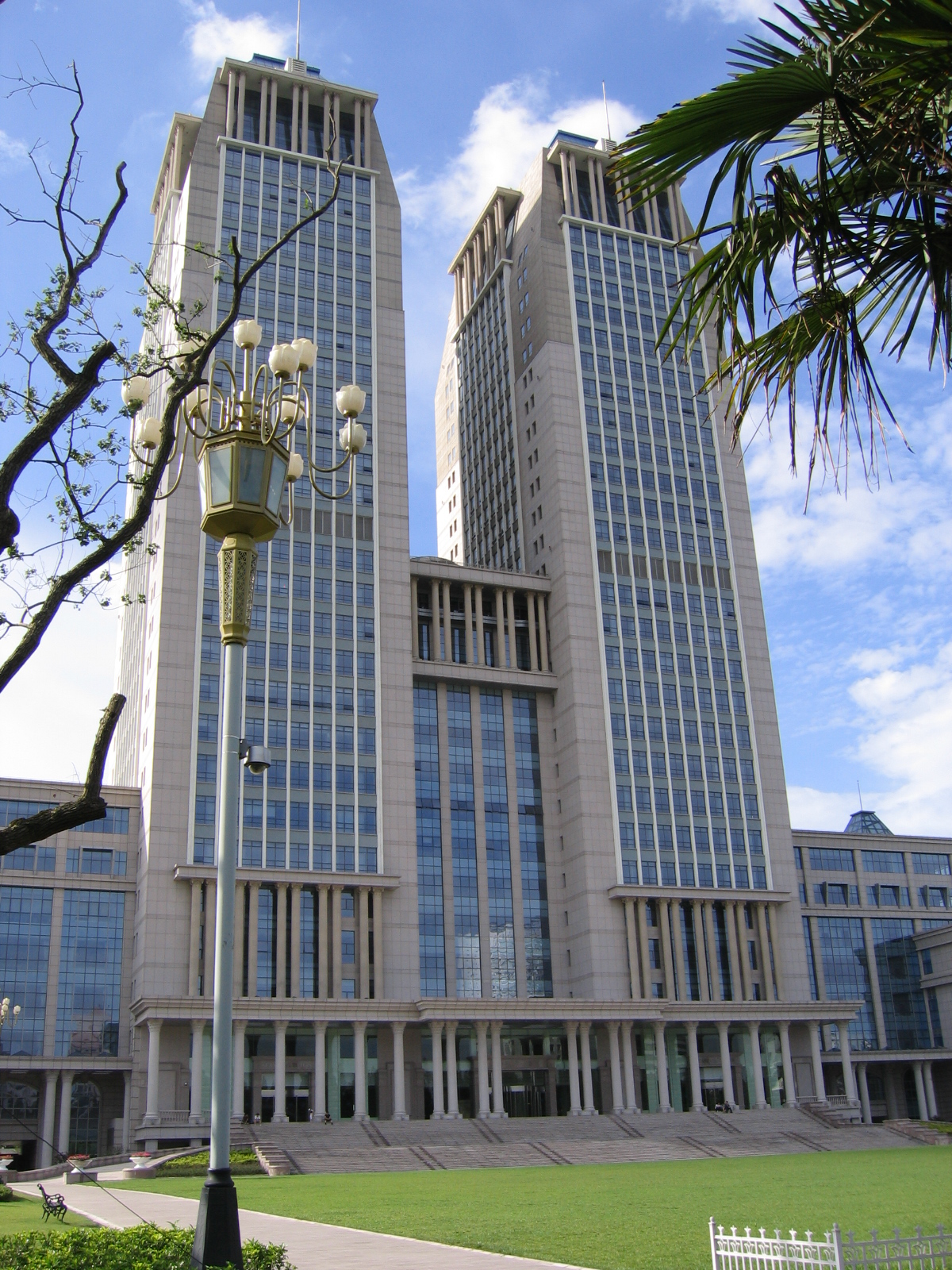
Guanghualou torens van de Fudan-universiteit
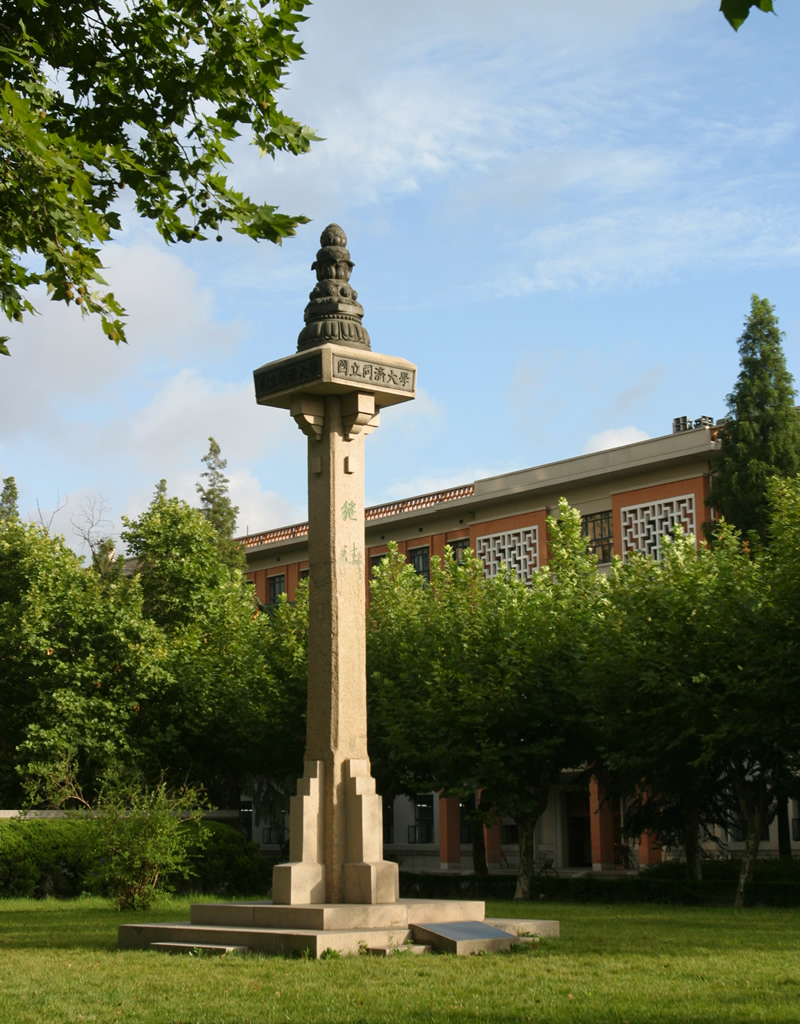
Een ceremoniële Huabiao in de Sipingcampus van de Tongji-universiteit